# 微觀管理
在商業管理中，微觀管理（英語：Micromanagement），亦作微觀管理學、微管理學、微管理或顯微管理學，一種管理風格，與宏觀管理的理念相反。在這種手法裡，管理者透過對被管理者（員工）的密切觀察及操控，使被管理者達成管理者所指定的工作。相對於一般管理者只對較小型的工作給予一般的指示，微觀管理者會監視及評核每一個步驟。這個名詞一般在使用上帶有負面的意思。

## 參看
- 宏觀管理

## 外部連結
- Moongamers Gaming Community （页面存档备份，存于） - An excellent example
- Softpanorama  micromanagement page （页面存档备份，存于）